# شاهرگ (فیلم ۱۳۵۴)
شاهرگ فیلمی به کارگردانی و نویسندگی علیرضا داودنژاد و تهیه‌کنندگی رضا شیبانی در سال ۱۳۵۴ در سینماهای کشور ایران به پرده نمایش درآمد.

## خلاصه فیلم
عباس آقا جاهل و لوطی محل با نوچه‌هایش مورد احترام همه هستند اما جوان خل و چلی بنام زینال برای آنکه سری تو سرها درآورد گلی دختر مرشد حسین را به خود علاقه‌مند می‌کند و با عباس در گیر می‌شود. عباس آقا در خلوت زینال را گوش مالی می‌دهد اما وقتی از نیت او باخبر می‌شود صورت خود را باچاقو زخمی می‌کند. و از زینال می‌خواهد که شایع کند او این زخم را بر صورتش گذاشته‌است زینال مرید عباس می‌شود
اما گلی به او اعتنایی ندارد و در کاباره به کار خود می‌پردازد. عباس برای مراقبت از دختر او را به خانه می‌برد
نوچه‌های عباس سعی می‌کنند زینال را رودرروی عباس قرار دهند اما او گلی را می‌خواهد سرانجام نوچه‌های عباس او را به خلوت کشانده و او را با گلوله زخمی‌کرده؛ عباس آقا قبل از مرگ بر بالین او حاضر می‌شود.

## بازیگران
- ایرج قادری
- همایون
- نوری کسرایی
- حمیده خیر آبادی